# А. О. Козачковському
«А. О. Козачко́вському» — вірш Тараса Шевченка, написаний восени або взимку 1847 року в Орській фортеці, послання до А. О. Козачковського.

## Сюжет
Вірш — ліричне послання Тарасом Шевченком до свого приятеля, переяславського лікаря А. О. Козачковського про тяжкі дні й ночі солдатчини в Орській фортеці. Важливою є розповідь Шевченка про свою потаємну творчість всупереч царській забороні писати. У вірші є згадки про дитинство, відомості про початковий період формування художніх інтересів Шевченка, його знайомство з піснями Г. С. Сковороди.

## Автограф, написання та датування
Вірш написаний Шевченком під час заслання в Орській фортеці. Збереглося три чистових автографи тексту вірша. У листі до М. М. Лазаревського від 20 грудня 1847 року присутній автограф рядків 144—147; решта двох автографів увійшло до «Малої» та «Більшої» книжок.
Автографи не датовані. Вірш датується за місцем автографа у «Малій книжці» серед творів 1847 року та за часом перебування Шевченка з 22 червня 1847-го до 11 травня 1848 року в Орській фортеці, орієнтовно: кінець червня — грудень 1847 року, Орська фортеця.
Первісний автограф не відомий. Можливо, редакцію його останніх рядків відбиває уривок, наведений поетом у листі до М. М. Лазаревського від 20 грудня 1847 року:
|  | Так Дніпро крутоберегий І надія, брате, Не дають мені в неволі О смерті благати |

Наприкінці 1849-го (не раніше 1 листопада) або на початку 1850 років (не пізніше дня арешту поета 23 квітня), після повернення Аральської описової експедиції до Оренбурга, Шевченко переписав вірш з невідомого автографа до «Малої книжки» (під № 18 до дев'ятого зшитка за 1847 рік). Автограф у «Малій книжці» має кілька виправлень, зроблених під час переписування, а ще більше — пізнішого часу, найімовірніше, 1857 року, наприкінці перебування поета на засланні у Новопетровському укріпленні. Тоді, очевидно, дописано блідішим чорнилом назву «А. О. Козачковському» і перекреслено після рядка 106 вісім рядків поспіль. 16 березня 1858 року, перебуваючи в Москві, Шевченко переписав вірш з «Малої книжки» до «Більшої книжки» із значними виправленнями. Порівняно з текстом у «Малій книжці» текст у «Більшій книжці» менший на 19 рядків.
Повертаючись із заслання, Шевченко на кілька днів затримався в Астрахані, де його зустріли колишні студенти Київського університету і серед них — С. А. Незабитовський, який переписав з «Малої книжки» на окремий аркуш поезії «Чернець» і «А. О. Козачковському». Його список поезії «А. О. Козачковському» має той самий номер, що і в «Малій книжці», закреслені рядки не переписано. Рядок 110 пропущено, очевидно, через недогляд.
Вірш «А. О. Козачковському» переписано до рукописної збірки невідомої особи з окремими, за свідченням О. Я. Кониського, виправленнями Шевченка кінця 1850-х років, що належала Л. М. Жемчужникову і тепер не відома. Подані О. Я. Кониським різночитання в цьому списку засвідчують суттєві розбіжності з текстом «Малої книжки». У списку були рядки, перекреслені в «Малій книжці», нема рядка 36; кілька рядків мають іншу редакцію; замість крапок у рядку 39 — «Тихесенько…». Відмінна і назва: «До Козачковського». Такі розбіжності навряд чи йдуть від неуважності або від свавільного поводження з текстом. Можливо, в автора списку було якесь інше джерело або сам Шевченко вносив у список виправлення (хоча сумнівно, щоб він відновлював викреслені раніше рядки).
Деякі різночитання у списку Г. Н. Мордовцевої, що їх навів В. М. Доманицький у «Кобзарі» 1908 року (с. 629), не збігаються ні з автографом у «Малій книжці», ні з автографом у «Більшій книжці».

## Публікація
Вперше надруковано в журналі «Основа» 1862 року (№ 10, стор. 1—5) за автографом у «Більшій книжці», але з відмінами в чотирьох рядках: рядки 11 і 12 подано за текстом «Малої книжки», а 14 і 22 за невстановленим джерелом (14: «Виспівую, було, та плачу»; 22: «У школі й сивіть почало»).
Відомі списки у рукописних збірках «Сочинения Т. Г. Шевченка» 1862 року, «Кобзар» 1865 року, переписаний Д. Демченком, «Кобзар» 1863—1867 років, «Кобзар» 1866 року, невідомою рукою. Деякі з них мають різночитання, що йдуть від неуважного прочитання джерела, з якого походять.
Вперше введено до збірки творів у виданні: «Кобзарь Тараса Шевченка / Коштом Д. Е. Кожанчикова» 1867 року (СПб., стор. 376—380) і у виданні: "Поезії Тараса Шевченка 1867 року (Львів, том 1, стор. 192—196) (у першому з них подано за «Більшою книжкою», у другому подано контамінований текст з «Малої книжки» і «Більшої книжки»).